# Alma Juventus Fano 1906
O Alma Juventus Fano 1906 ou somente Fano é um clube profissional de futebol com sede em Fano, Itália. A equipe compete na Lega Pro.

## História
O clube foi fundado em 1906. 
O primeiro time se chamava Fanum Fortunae e seguido por Emilio Caiani do Milan que importou o futebol não tão famoso. Em 13 de maio de 1915, no Circolo di San Paterniano, patrono da cidade, nasceu o Alma Juventus Football Club entre os jovens jogadores.
Em 1925, a empresa disputou o primeiro campeonato regional de Marche, Terza Divisione. Em 1930 foi inaugurado o novo estádio "Borgo Metauro" agora com direito a um jogador que jogou na série do Fano ainda, Raffaele Mancini.
Em 1935 competiu pela primeira vez na Serie C, jogando contra times famosos como Venezia, Vicenza, Rimini, Udinese, Treviso, Ancona, Mantova. Naquele ano, também jogou um jogo contra o Milan.
Durante o fascismo, a águia com a trave era o símbolo do time.
Após a Segunda Guerra Mundial, o feixe foi substituído pelo brasão de armas. Fano passou muitos anos na Serie C1 e Serie C2, mas não conseguiu a promoção para a Serie B.
Alguns anos Fano foi rebaixado para Serie D.
Na temporada 2008-09 Fano, que jogava na Serie D, depois de liderar o campeonato por muitas voltas, nos últimos dias foi superado pelo Pro Vasto, e terminou em segundo lugar no campeonato, posição que permitiu jogar nos playoffs e participar da Coppa Italia de 2009–10 contra o Lumezzane. Na temporada 2009-2010, a empresa foi reposta na Lega Pro Seconda Divisione após o fracasso de algumas empresas.
As últimas três temporadas em Lega Pro Seconda Divisione Fano jogou nesta categoria.

## Cores e Emblema
A cor oficial do clube é grená, uma cor vermelha escura.

## Estádio em casa
Stadio Raffaele Mancini, (1930–presente)

Via Arturo Toscanini, 12, Fano, Itália 61032
O estádio Raffaele Mancini existe desde 1930 e não mudou muito desde então. Apenas a arquibancada principal recebeu cobertura e mais de 500 lugares, enquanto as demais arquibancadas, uma ao lado e outra na extremidade, permanecem com terraços descobertos. Quando inaugurado, era comumente conhecido como Borgo Metauro, mas depois adaptou o nome de Stadio Raffaele Mancini, homenageando um jogador que encerrou sua carreira com a equipe.